# Sesarmops atrorubens
Sesarmops atrorubens is een krabbensoort uit de familie van de Sesarmidae. De wetenschappelijke naam van de soort is voor het eerst geldig gepubliceerd in 1865 door Hess.